# Samuel Weiss (Schauspieler)

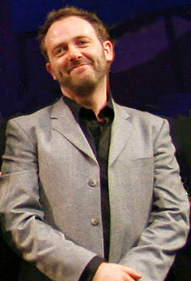
Samuel Weiss als nominierter Schauspieler bei der Verleihung des Nestroy-Theaterpreises 2008 im Etablissement Ronacher in Wien, 2008

Samuel Weiss (* 7. Februar 1967 in Männedorf bei Zürich) ist ein Schweizer Schauspieler und Theaterregisseur, der vorwiegend am Theater arbeitet, aber auch in einigen Fernseh- und Kinofilmen mitgewirkt hat. Darüber hinaus wirkte er als Hörspielsprecher und Rundfunkmoderator. 2006 erhielt er den Rolf-Mares-Preis für seine Darstellung König Richards III. in Die Krönung Richards III. von Hans Henny Jahnn am Schauspielhaus Hamburg und den Preis der deutschen Schallplattenkritik 4. Quartal 2006 für Jorinde und Joringel, von den Brüdern Grimm.

## Leben
Samuel Weiss wuchs in einem „68er-bewegten, schweizerischen Haushalt“ als ältestes Kind mit elf bis zwölf Halbgeschwistern auf. Sein Großvater war der in den 1950er Jahren bekannte Schweizer Grafiker, Bühnenbildner und Kinderbuchautor Hans Fischer. Der Waldorf-Schüler Samuel Weiss absolvierte seine Schauspielausbildung 1986 bis 1990 am Max-Reinhardt-Seminar in Wien, jedoch ohne Abschluss, wie er selbst betont, da er keine Idee für eine schriftliche Hausarbeit hatte. Bereits während seiner Ausbildung hatte er Gastspiele am Burgtheater in Wien und am Schauspiel Frankfurt.
Darauffolgend war er Eleve am Wiener Burgtheater und wurde von diversen Theatern engagiert, wie beispielsweise dem Landestheater Tübingen (1990/91), wo er wegen angeblich mangelnder Motivation entlassen wurde, oder dem Staatsschauspiel Stuttgart (1993 bis 2001). Dorthin hatte ihn sein Mentor, Friedrich Schirmer geholt, am Staatsschauspiel verkörperte er in Albert Camus Caligula die Titelrolle und den Leonce in Georg Büchners Leonce und Lena sowie in Henry Purcells King Arthur und den Anstaltsarzt Tinker in Sarah Kanes Gesäubert. In Stuttgart inszenierte er erstmals David Harrowers Messer in Hennen und die Uraufführung von Roland Schimmelpfennigs Die arabische Nacht.
Bei den Salzburger Festspielen im Sommer 2000 spielte er die Titelrolle in William Shakespeares gleichnamigen Drama Hamlet unter der Regie von Martin Kušej, der ersten Hamletinszenierung bei den Festspielen seit 1970.
Seit der Spielsaison 2001 ist er Mitglied des Ensembles am Schauspielhaus Hamburg, wohin ihn Tom Stromberg holte. Dort spielte er in Die Krönung Richards III. von Hans Henny Jahnn die Titelrolle. Im März 2010 versuchte er sich auch erstmals in Hamburg als Regisseur mit einer Inszenierung von Bertolt Brechts Baal. 2012 war er in der Titelrolle Der Grosse Gatsby zu sehen. Außerdem feierte im März 2012 seine Inszenierung von Ein Sommernachtstraum Premiere. „Als Ensemblemitglied des Schauspielhauses gehört Samuel Weiss zu den herausragenden Akteuren an der Kirchenallee. Selbst in Premierenverrissen wird seine Leistung (er spielt u. a. in Pornographie, Was ihr wollt sowie neben Martina Gedeck in Harper Regan) in der Regel explizit ausgenommen.“. Im September 2014 fand die Premiere seiner Inszenierung von Der aufhaltsame Aufstieg des Arturo Ui im Schauspiel Frankfurt statt.
Außerdem wirkte er in einigen Fernseh- und Kinofilmen sowie diversen Fernsehserien, wie zum Beispiel Bella Block oder Die Albertis mit. Des Weiteren arbeitete er als Sprecher und für die Moderation beim Süddeutschen Rundfunk. Als Hörbuch- und Hörspielsprecher füllte er einige Rollen in Produktionen des Audio Verlages aus, so zum Beispiel in Douglas Adams’ und Terry Jones’ Raumschiff Titanic oder in Dick Francis’ Zügellos (Hörspiel) nach dessen gleichnamigen Roman.
Weiss ist Vater einer Tochter (* 1998) aus einer früheren Beziehung und wohnt in Hamburg-Altona und zeitweilig in Stuttgart, wo seine Tochter bei ihrer Mutter lebt. 2008 wurde eine Beziehung mit Katja Danowski bekannt. Weiss spricht Deutsch, Schweizerdeutsch, Englisch und Schwedisch, spielt akustische Gitarre und Saxophon.

## Theaterstücke
Darsteller
- 1990–1991: Elevenvertrag Burgtheater[15]
- 1991–1993: Landestheater Tübingen
- 1993–2000: Staatstheater Stuttgart:
  - Gier unter Ulmen, Regie: Ivo van Hoove
  - Leonce und Lena, Georg Büchner, Regie: Stephan Kimmig
  - Schwanenweiß, August Strindberg, Regie: Mathias Merkle
  - Caligula, Albert Camus, Regie: Stephan Kimmig
  - König Artur, Henry Purcell, Regie: Martin Kušej
  - Gesäubert, Sarah Kane, Regie: Martin Kusej
  - Was Ihr wollt, William Shakespeare, Regie: Krzysztof Warlikowski
  - Der Gehülfe, Robert Walser, Regie: Debora Erstein
- 2000: Salzburger Festspiele:
  - Hamlet, William Shakespeare, Regie: Martin Kusej[16]
- 2001–2012: Deutsches Schauspielhaus Hamburg u. a.:
  - Harper Regan, Regie: Eamin Gray
  - Was ihr wollt, Regie: Klaus Schumacher
  - Pornographie, Regie: Sebastian Nübling
  - Der Geizige, Molière, Regie: Ivo van Hove
  - Faces, Regie: Ivo van Hove
  - Die Krönung Richards III., Hans Henny Jahnn, Regie: Sebastian Nübling
  - Die Glasmenagerie, Tennessee Williams, Regie: Sebastian Hartmann
  - Drei Schwestern, Henrik Ibsen, Regie: Jan Bosse
  - Clavigo, Johann Wolfgang von Goethe, Regie: Jan Bosse
  - Push Up 1,2,3, Regie: Jürgen Gosch
  - Vor langer Zeit im Mai, Regie: Jürgen Gosch
  - Der Volksfeind, Henrik Ibsen, Regie: Jarg Pataki.[17]
  - Platonow, Anton Tschechow, Regie: Sebastian Hartmann
  - Der Grosse Gatsby, F. Scott Fitzgerald, Regie: Markus Heinzelmann

Regisseur
- David Harrower, Messer in Hennen, Schauspiel Stuttgart
- Roland Schimmelpfennig, Die arabische Nacht. Schauspiel Stuttgart
- Bertolt Brecht, Baal, Schauspielhaus Hamburg
- William Shakespeare, Ein Sommernachtstraum, Schauspielhaus Hamburg
- William Shakespeare, Was ihr wollt, Wilhelma-Theater Stuttgart
- Bertolt Brecht, Der aufhaltsame Aufstieg des Arturo Ui, Schauspiel Frankfurt[13]

## Filmographie
- 2000: Summertime (Kurzfilm) – Michael
- 2001: Viktor Vogel – Commercial Man – Anatole Lanzerac
- 2002: Der Rattenkönig (Fernsehfilm) – Lehrer
- 2004: Bella Block (Fernsehserie) – Die Freiheit der Wölfe – Jörg Hansen
- 2004–2005: Die Albertis (Fernsehserie) – Paul Ross
- 2005: Im Namen des Gesetzes (Fernsehserie) – Hotline – Detlev Grams
- 2006: K3 – Kripo Hamburg (Fernsehserie) – Gefangen – Henner Michels
- 2008: Trio (Kurzfilm)
- 2009: Im Sog der Nacht – Bankdirektor
- 2009: Giulias Verschwinden – Max
- 2009: Der Kriminalist (Fernsehserie) – Spurlos – Rudi Jacobi
- 2010: Küstenwache (Fernsehserie) – Ein falscher Tod – Martin Scherzinger
- 2008–2010: Die Pfefferkörner (Fernsehserie) – Thomas Krogmann
- 2010: SOKO Köln (Fernsehserie) – Ausgekocht – Thomas Reiter
- 2011: Tatort – Der schöne Schein (Fernsehreihe) – Robert Zöllner
- 2011: Nachtschicht – Ein Mord zu viel (Fernsehreihe) – Staatsanwalt
- 2011: Stubbe – Von Fall zu Fall (Fernsehserie) – Der Stolz der Familie – Vollenweider
- 2011: Uwe + Uwe/All Change Please (Kurzfilm) – Uwe
- 2012: Tod einer Brieftaube (Fernsehfilm) – Frank Gärtner
- 2013: Die Schweizer (Fernsehfilm)
- 2013: Tatort – Puppenspieler – Uwe Thurn
- 2015: Rentnercops (Fernsehserie) – Wunder gescheh’n – Dr. Brunner
- 2015: Notruf Hafenkante – Elenas letzte Chance – Michael Ludewig
- 2015: Komm schon!
- 2016: Tatort – Kleine Prinzen – Müller
- 2018: Im Wald – Ein Taunuskrimi (Fernsehreihe)
- 2018: Spreewaldkrimi: Tödliche Heimkehr
- 2019: SOKO Hamburg (Fernsehserie) – Wolf im Schafspelz – Joseph Maack
- 2021: Großstadtrevier (Fernsehserie) – Elphi – Mick
- 2022: Nord bei Nordwest – Der Andy von nebenan
- 2022: Die Kanzlei – Reif für die Insel
- 2022: Neben der Spur – Die andere Frau
- 2024: Feuerwehrfrauen: Heim gesucht
- 2024: Nord Nord Mord – Sievers und das Geisterhaus

## Diskographie
- Hermann Hesse: Unterm Rad, Gelesen von Samuel Weiss. 6 Audio-CDs, Laufzeit: 354 Minuten, Der Hörverlag, 9. April 2002, ISBN 3-89584-965-0.
- Dick Francis: Zügellos. Hörspielbearbeitung nach dem Roman Zügellos: Alexander Schnitzler. Regie: Klaus Zippel, Produktion: MDR und SWR, 2002, Musik: Pierre Oser, 1 CD, Länge: ca. 71 Min. Der Audio Verlag, Berlin 2003, ISBN 3-89813-266-8.
- Alexandre Dumas: Die Drei Musketiere. Regie: Sven Stricker, Der Hörverlag, 2003, ISBN 3-89940-152-2.
- Peter Stamm: Warum wir vor der Stadt wohnen. Sprecher: Samuel Weiss, Anikó Donáth. Musik: Max Lässer. 1 CD Digipack, Laufzeit 50 min, Beltz 2005, ISBN 3-935036-66-3. (HR2-Bestenliste)
- Tad Williams: Otherland. Regie: Walter Adler: Hessischer Rundfunk 2005.
- Barbara Kindermann: Weltliteratur für Kinder: Hamlet von William Shakespeare. Gelesen von Samuel Weiss, 1 CD, 70 min, ISBN 978-3-939375-95-1. (Auditorix Gütesiegel)
- Klassik-Hörbücher für Kinder: Gebrüder Grimm: Jorinde und Joringel. Gelesen von Samuel Weiss. Edition See-Igel/SWR SG 019, 2006; 56 Min.[18]
- James Graham Ballard: Karneval der Alligatoren. Bearbeitung/Regie: Oliver Sturm, Sprecher: Rolf Becker, Christian Redl, Katja Brügger, Ulrich Gebauer, Jürgen Thormann, Stephan Schad, Martin Engler, Samuel Weiss, Hans-Peter Hallwachs u. a., 78 min., NDR 2008.
- Andrzej Sapkowski: Geralt Saga 1: Der letzte Wunsch. Gelesen von Samuel Weiss. Jumbo Neue Medien, Hamburg 2008, ISBN 978-3-8337-2050-5.
- Gustave Flaubert: Madame Bovary. Regie: Christiane Ohaus. Gelesen von Friedhelm Ptok, Chris Pichler, Bernhard Schütz, Samuel Weiss u. a., 4 Audio-CDs, Laufzeit: 246 Minuten, Der Hörverlag, Hamburg 2009, ISBN 978-3-86717-454-1.
- Hermann Hesse: Das Glasperlenspiel. Regie: Christiane Ohaus. Gelesen von Burghart Klaußner, Markus Meyer, Samuel Weiss. 5 Audio-CDs, Laufzeit: 272 Minuten, Der Hörverlag, Hamburg 2010, ISBN 978-3-86717-437-4.
- John von Düffel: Das fünfte Gebot. Radio-Tatort. Radio Bremen. 2010.
- Roddy Doyle: Typisch irisch: Erzählungen. (The Deportees and other Stories) Übersetzung von Renate Orth-Guttmann, gesprochen von Jana Schulz, Jürgen Uter und Samuel Weiss, Hamburg, Jumbo, Neue Medien 2011, ISBN 978-3-8337-2765-8.
- Max Frisch: Stiller. Regie: Norbert Schaeffer. Gelesen von Samuel Weiss, Michael Neuenschwander, Siegfried W. Kernen, 3 Audio-CDs, Laufzeit: 180 Minuten, Der Hörverlag, Hamburg 2011, ISBN 978-3-86717-590-6.

## Auszeichnungen und Nominierungen
- 2006: Rolf-Mares-Preis in der Kategorie Außergewöhnliche Leistungen Darsteller für seine Darstellung in Die Krönung Richards III. am Deutschen Schauspielhaus
- 2006: Preis der deutschen Schallplattenkritik Quartalspreis 4 für Jorinde und Joringel, von den Gebrüdern Grimm, Lesung mit Musik, Sprecher: Samuel Weiss[19]
- 2008: Nestroy-Theaterpreis/Bester Schauspieler 2008: Nominierung für  Harper Regan (Seth Regan & Mickey Nestor)

## Hörspiele
- 2005: Sibylle Lewitscharoff: 81, Regie: Christiane Ohaus (DKultur/RB)
- 2007: Klaus Fehling: Nicht mein Bein, Regie: Jörg Schlüter (Hörspiel – WDR)
- 2008: James Graham Ballard: Karneval der Alligatoren – Bearbeitung/Regie: Oliver Sturm (Hörspiel – NDR)
- 2011: Tom Schimmeck / Thilo Guschas: Sklavenmarkt Deutschland – Regie: Ulrich Lampen (Feature – NDR/ARD radiofeature)
- 2013: Carey Harrison: Manchmal sind Pilze einfach nur Pilze – Regie: Thomas Leutzbach (Hörspiel – WDR)
- 2014: Dror Mishani: Vermisst – Bearbeitung und Regie: Andrea Getto (Kriminalhörspiel – NDR)
- 2014: Nathan Englander: Worüber wir reden, wenn wir über Anne Frank reden – Regie: Beate Andres (Hörspiel – NDR)
- 2019: Klaus Fehling: Ende der Saison, Regie: Jörg Schlüter (Hörspiel – WDR)